# لوک دین (بازیکن فوتبال، زاده۱۹۱۳)
لوک دین (انگلیسی: Luke Dean؛ 21 June 1913 – January – مارس ۱۹۷۵ (age 61)) بازیکن فوتبال اهل بریتانیا بود.
از باشگاه‌هایی که در آن بازی کرده‌است می‌توان به باشگاه فوتبال نورتویچ ویکتوریا و باشگاه فوتبال پورت ویل اشاره کرد.